# Ilex pentagona
Ilex pentagona är en järneksväxtart som beskrevs av S.K. Chen, Y.X. Feng och C.E Liang. Ilex pentagona ingår i släktet järnekar, och familjen järneksväxter. Inga underarter finns listade i Catalogue of Life.